# Kinnekulle
För andra betydelser, se Kinnekulle (olika betydelser).

Lagerföljden i Kinnekulles sedimentära bergarter, samt medeltidskyrkor och större gårdar.

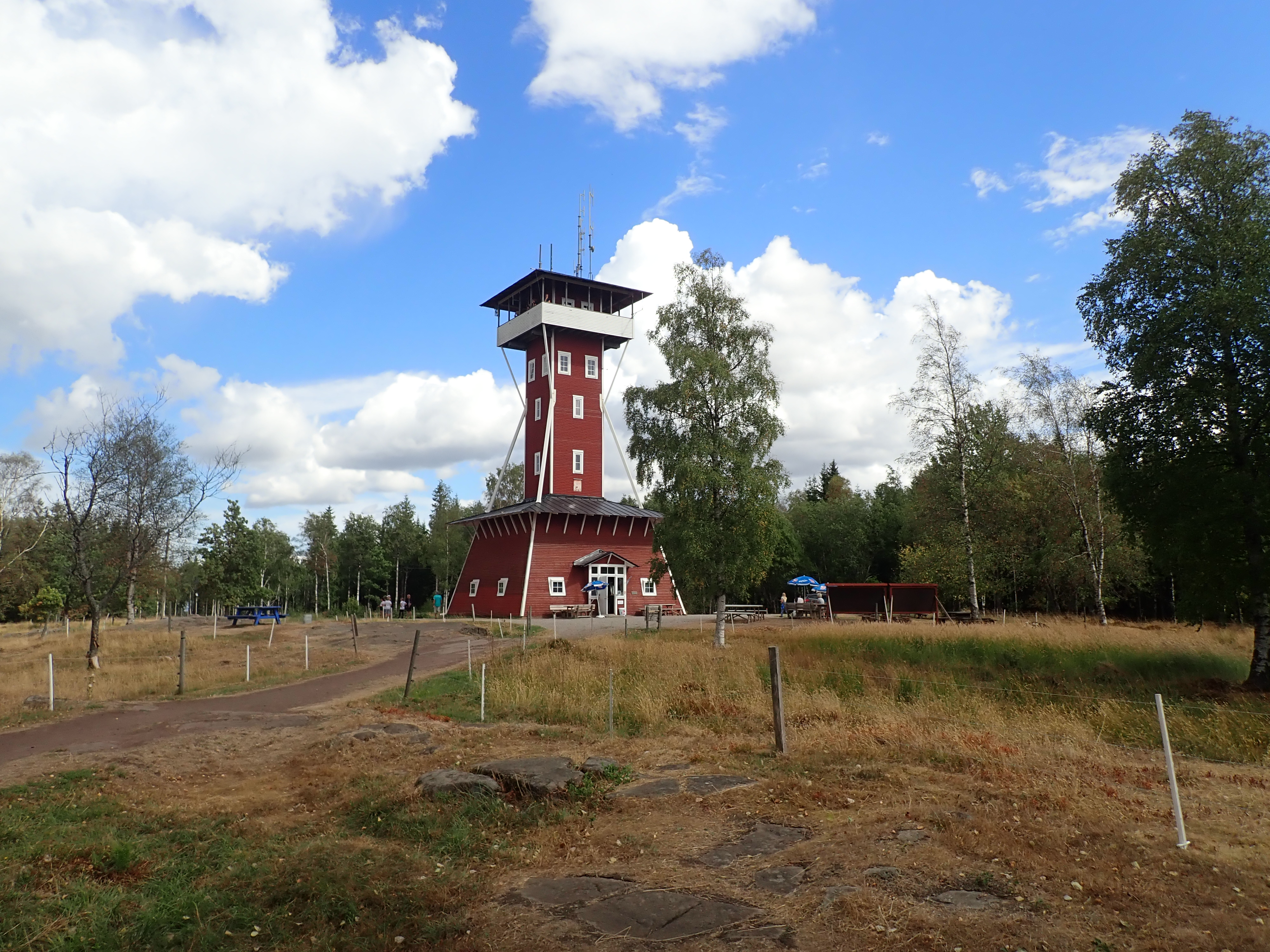
Utsiktstornet på högkullen.

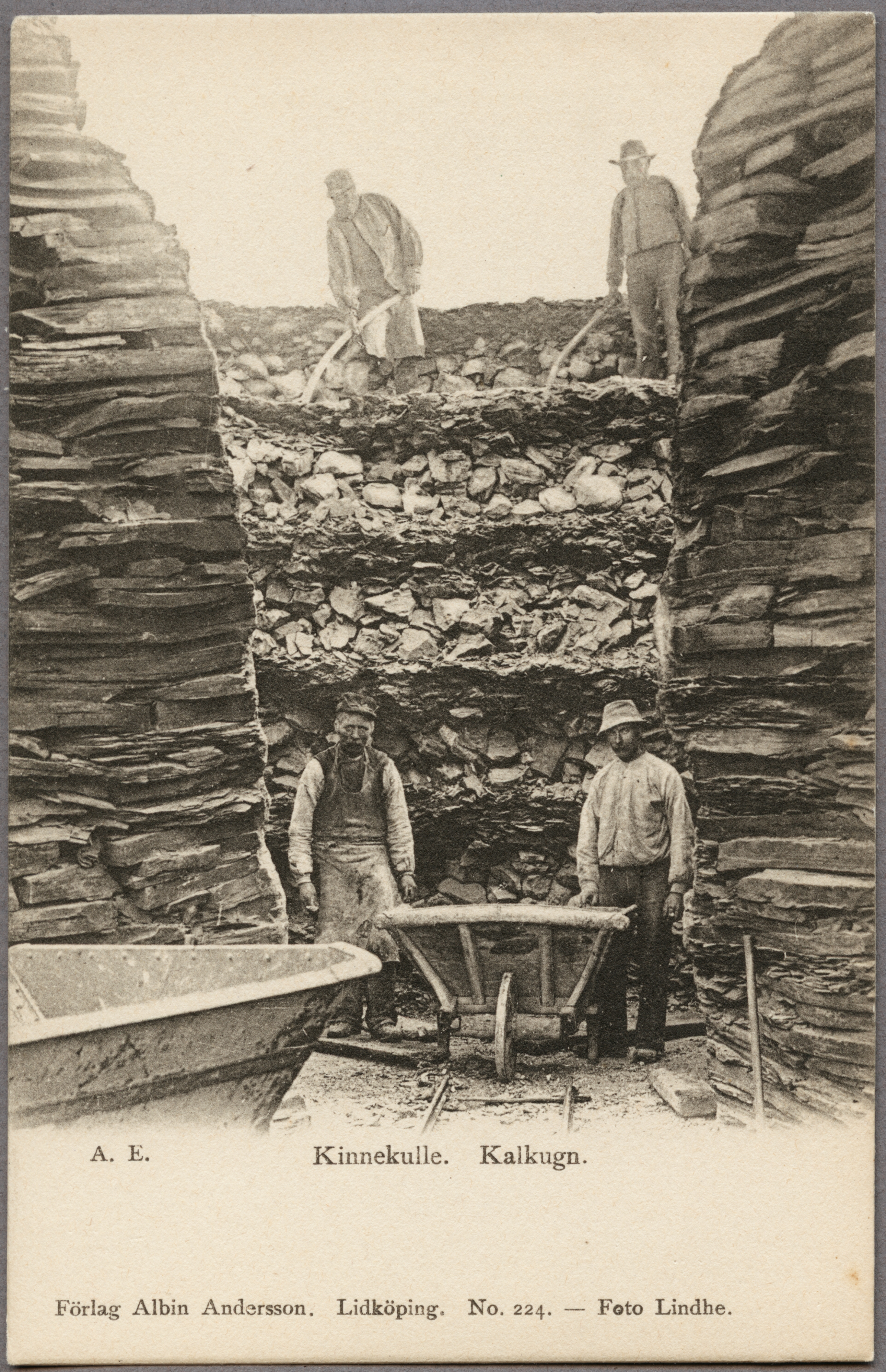
Kalkugn på Kinnekulle, 1902. Foto: Werner Lindhe.

Kinnekulle är ett berg vid Vänerns sydöstra strand, i Götene kommun i Västergötland. 
Kinnekulle är ett platåberg med en högsta höjd av omkring 306 meter över havet. Själva toppen kallas Högkullen. Kinnekulle är till stor del uppbyggt av sedimentära bergarter som är avlagrade under en tidsperiod från kambrium till silur. Underst, vilande på det prekambriska urbergets peneplan ligger kambrisk sandsten och alunskiffer, sedan följer ordovisisk skiffer och kalksten, silurisk lerskiffer och permisk diabas. Diabasen som man hittar på västgötabergen kallas allmänt lokalt för trapp.
År 1987 hittades första Österplanameteoriten vid Thorsbergs stenbrott norr om Österplana kyrka, meteoriterna är en av de få upptäckta meteoritnedslag i Sverige och klassas som de äldsta meteoritfynden på Jorden.

## Namn
Namnet kommer av Kinne härad. Tidigare har den haft noanamnen Kinnebonde eller Bonden, då det ansågs att sjöfarare som uttalade det rätta namnet skulle råka ut för oväder och skeppsbrott.

## Natur
Tack vare sin kalkrika berggrund har Kinnekulle en rik flora och fauna. Kända lokaler är Munkängarna med sin ramslök och murgröna, Österplana hed med sina orkidéer och den så kallade Kleven, en del av berget där det stiger brant. Kinnekulle ligger inom område av riksintresse för naturvården och omfattas också av Natura 2000.

## Industri
På Kinnekulle har sedan medeltiden sten från berget använts för olika ändamål. Tidigt tillverkades huggen sten och bränd kalk. Under 1800-talets senare hälft industrialiserades stenhuggerierna, men nu återstår endast ett stenhuggeri med kommersiell drift (Thorsbergs Stenhuggeri AB). Råbäcks mekaniska stenhuggeri lades ned 1970, men har bevarats som ett arbetslivsmuseum.

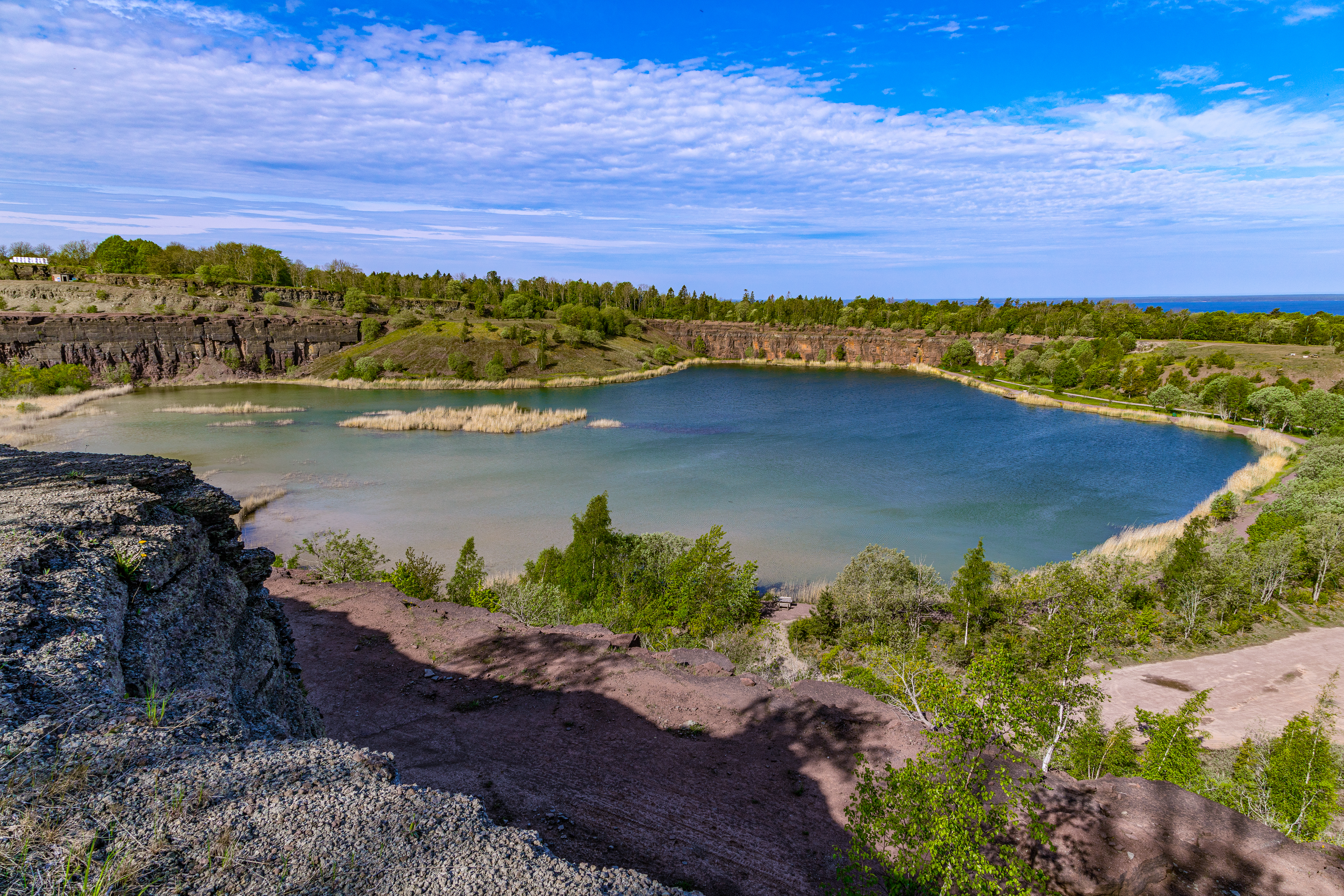
Artificiell sjö i cementfabrikens stenbrott på Kinnekulle

Även kalkbränningen industrialiserades under det sena 1800-talet och totalt tillkom ett tjugotal olika kalkbruk på Kinnekulle. Alla dessa är nu nedlagda. Ett av de största och äldsta bruken var Råbäcks kalkbruk, som nu har gjorts tillgängligt för besökare med skyltar och vandringsled.
Skifferolja utvanns tidvis ur alunskiffer på olika ställen på Kinnekulle mellan 1894 och 1946. I särklass störst tillverkning hade Flottans Skifferoljeverk i Kinne-Kleva. En annan industri baserad på alunskiffer var Hönsäters alunbruk, som drevs mellan 1767 och 1856.
I Hällekis fanns Hellekis cementfabrik mellan 1892 och 1978. Fabrikens stora stenbrott har omvandlats till en konstgjord sjö.

## Historik
Det sägs att Sigrid Storrådas son Olof, senare Olof Skötkonung, döptes i Husaby källa och att han ligger i en av sarkofagerna utanför Husaby kyrka.

## Turism
Kinnekulle är sedan länge ett mycket populärt turistmål med sin kombination av natur- och kulturupplevelser. Kinnekulle vandringsled är en 45 km lång led runt berget och naturvårdsområdet.
Nära Husaby finns Lasses Grotta där jägaren Lasse i Berget och hans fru Inga bodde i 30 år. Grottan finns bevarad och är ett populärt turistmål.
En gammal biskopsborg finns även i Husaby samt hällristningar från bronsåldern.
På racingbanan Kinnekulle Ring körs bland annat rallycross, folkrace och andra former av motorsport.